# Brandon (Floride)
Pour les articles homonymes, voir Brandon.
Brandon est une localité américaine située dans le comté de Hillsborough, en Floride. Lors du recensement de 2010, sa population s'élevait à 103 483 habitants.

## Histoire
Brandon a été fondée le 20 janvier 1857.

## Géographie
Selon le Bureau du recensement des États-Unis, le census-designated place de Brandon a une superficie totale de 75,9 km2, dont 74,4 km2 de terre et 1,5 km2 d'eau.

## Démographie
| 1960  | 1970   | 1980   | 1990   | 2000   | 2010    |
| ----- | ------ | ------ | ------ | ------ | ------- |
| 1 665 | 12 749 | 41 826 | 57 985 | 77 895 | 103 483 |

## Personnalité liée à la ville
- Paul Orndorff (1949-), catcheur (lutteur professionnel) américain.